# The Black Dahlia Murder
I The Black Dahlia Murder (a volte abbreviato in BDM) sono un gruppo melodic death metal di Waterford, Michigan, tra i leader della scena musicale di Detroit.
Il nome prende ispirazione dall'irrisolto caso di omicidio di Elizabeth Short, comunemente nota come "Black Dahlia".

## Storia

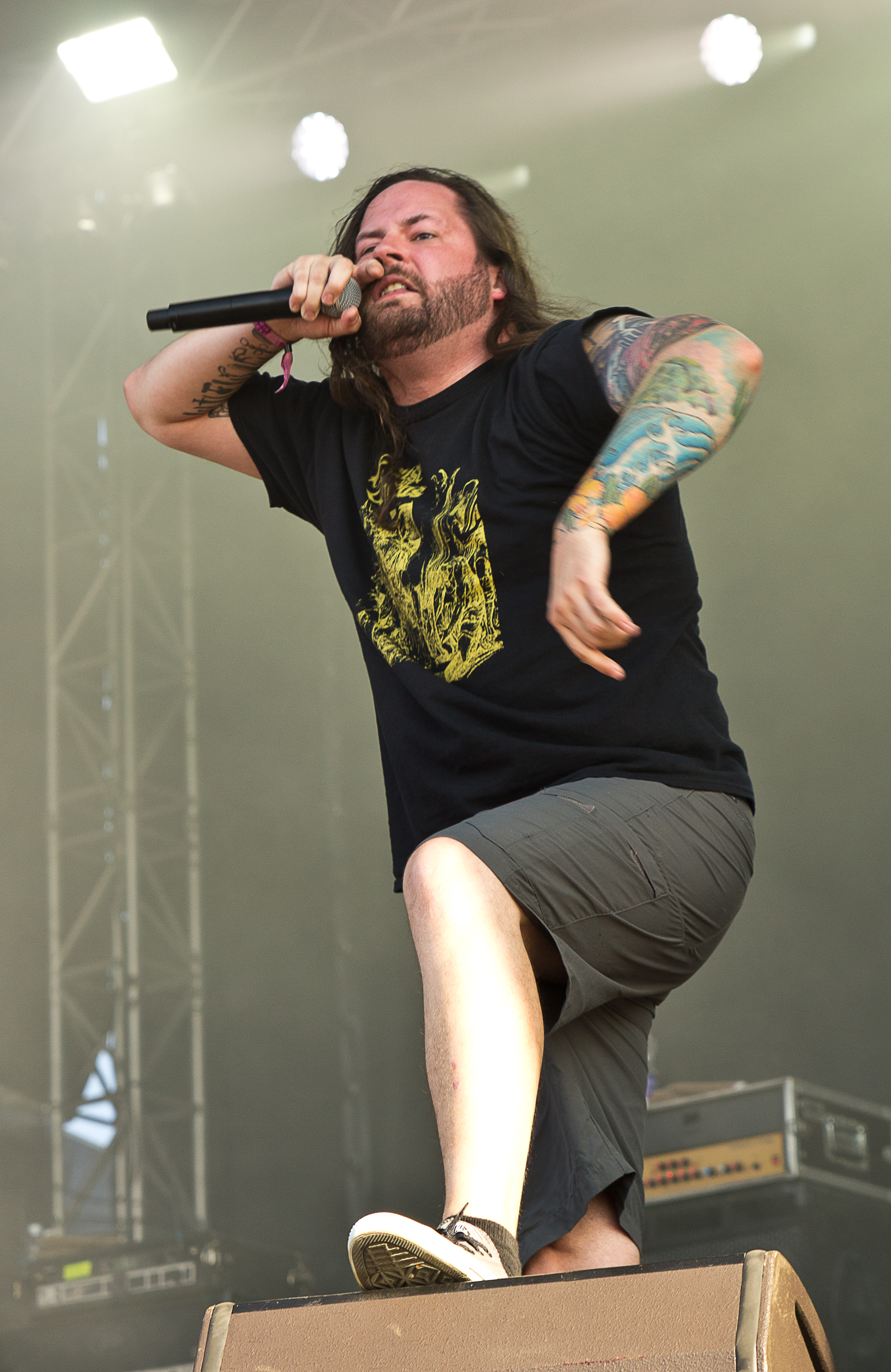
L'ex cantante Trevor Strnad al Rockharz Open Air 2015

Il gruppo si forma nel 2000, ma raggiunge una prima formazione solida solo nel gennaio 2001. Pubblicano il demo What a Horrible Night to Have a Curse e l'EP A Cold-Blooded Epitaph, quest'ultimo pubblicato dall'etichetta Lovelost Records. Dopo la partecipazione a diversi tour locali, nel 2003 i The Black Dahlia Murder ottengono un contratto discografico con la Metal Blade Records, e pubblicano il loro album di debutto, Unhallowed, nello stesso anno.
La band nel 2005 ha partecipato all'Ozzfest, nel 2006 al Sounds of the Underground e l'anno successivo si è esibita al Wacken Open Air. Il bassista Bart Williams ha partecipato come turnista per la band al tour statunitense con gli Throwdown e a quello europeo con i Liar, e in seguito è diventato un membro a tutti gli effetti.
Il secondo album Miasma, pubblicato nel 2005, ha raggiunto la 118ª posizione della Billboard 200. Successivamente Pierre Langlois lascia la band per dedicarsi a uno stile di vita più stabile e sicuro, venendo sostituito dall'ex All That Remains Shannon Lucas.
Originariamente la band aveva un sito ufficiale all'indirizzo blackdahliamurder.org, ma tra la fine del 2006 e l'inizio del 2007 è andato offline ed è scomparso pubblicamente. 

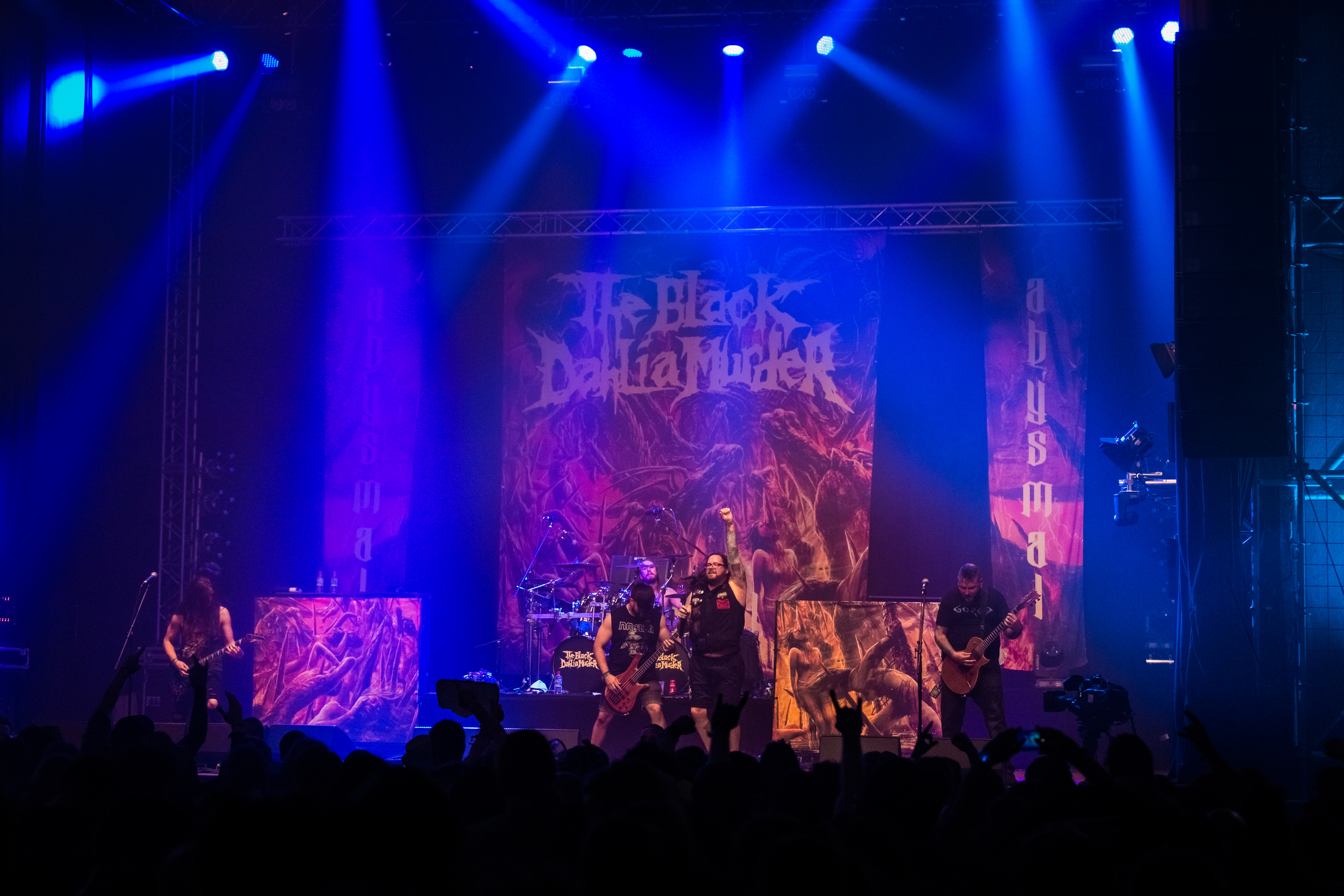
I Black Dahlia Murder al Wacken Open Air 2016

Il loro quarto album Nocturnal è stato pubblicato il 18 settembre 2007, debuttando alla posizione numero 72 della Billboard 200.
Nel 2007 la band si è esibita come gruppo di spalla nel tour americano dei Cannibal Corpse, e nei mesi di novembre e dicembre si è imbarcata in un tour europeo da headliner insieme a Job for a Cowboy e The Red Chord.
Nel 2009 è uscito il loro quarto album, intitolato Deflorate. Il 27 agosto 2010 vengono confermate le date del tour ufficiale in promozione a Deflorate, il quale li vedrà accompagnati dai Goatwhore negli Stati Uniti e in Canada.
Il 21 giugno 2011 è uscito il quinto album Ritual, anche in un'edizione speciale con set da "stregoneria". Nel 2012 avvengono due cambi di formazione nella band, con Max Lavelle che prende il posto al basso di Williams, e Brian Eschbach quello alla chitarra di Lucas,; il cantante Trevor Strnad e il chitarrista Brian Eschbach rimangono così gli unici membri fondatori ancora nel gruppo.
Dopo l'uscita degli album di inediti Everblack (2013) e
Abysmal (2015), anche il chitarrista Ryan Knight lascia la band, venendo sostituito da Brandon Ellis.
Nel 2017 viene pubblicato l'album Nightbringers, seguito nel 2020 dal nono album in studio Verminous, entrambi ben accolti da pubblico e critica. L'11 maggio 2022 arriva la notizia, da parte del gruppo, del suicidio del cantante Trevor Strnad, avvenuta a soli 41 anni.

## Stile musicale
Il sound dei The Black Dahlia Murder è fortemente influenzato dal melodic death metal di stampo scandinavo, a cui però si aggiungono elementi tipici del death metal americano, come l'utilizzo frequente di blast beat e del growl, spesso alternato all'utilizzo dello scream. Il loro demo del 2001 What a Horrible Night to Have a Curse è stato etichettato anche come metalcore, etichetta che ancora adesso viene in parte utilizzata per classificare la band, anche se in realtà i Black Dahlia Murder non hanno nulla a che fare con questo stile. Il sound del gruppo presenta anche molti tecnicismi e allo stesso tempo presenta chiare influenze dei gruppi death metal floridiani, come Morbid Angel e Malevolent Creation.
Tra i gruppi musicali che hanno influenzato maggiormente la band vi sono Carcass, At the Gates, Darkane, Dissection, Darkthrone, Morbid Angel, The Haunted, In Flames, Dimension Zero, Iron Maiden, Judas Priest, Metallica, Pantera e Megadeth.

## Formazione

### Attuale
- Brian Eschbach - voce (2022-presente); chitarra (2001-2022)
- Ryan Knight - chitarra (2008-2016, 2022-presente)
- Brandon Ellis - chitarra (2016-2025)
- Max Lavelle - basso (2012-presente)
- Alan Cassidy - batteria (2012-presente)

### Ex componenti
- Trevor Strnad - voce (2001-2022)
- John Kempainen  - chitarra (2002-2008)
- John Deering - chitarra (2001-2002)
- Ryan "Bart" Williams - basso (2006-2012)
- David Lock - basso (2002-2005)
- Jon Boccuto - basso (2003)
- Sean Gauvreau - basso (2001-2002)
- Mike Schepman - basso (2001)
- Mahlon Orrin - basso (2001)
- Mark Ratay - basso (2001)
- Shannon Lucas - batteria (2007-2012)
- Pierre Langlois - batteria (2006)
- Zach Gibson - batteria (2004-2005)
- Cory Grady - batteria (2001-2004)

### Ex turnisti
- Ryan "Bart" Williams - basso (2005)
- Tony Laureano - batteria (2005)
- Kevin Talley - batteria (2006)
- Matthew Paulazzo - batteria (2017)

## Discografia

### Album in studio
- 2003 - Unhallowed
- 2005 - Miasma
- 2007 - Nocturnal
- 2009 - Deflorate
- 2011 - Ritual
- 2013 - Everblack
- 2015 - Abysmal
- 2017 - Nightbringers
- 2020 - Verminous

### Demo
- 2001 - What a Horrible Night to Have a Curse
- 2002 - Demo 2002

### EP
- 2002 - A Cold-Blooded Epitaph
- 2004 - Grind 'Em All

### Singoli
- 2009 - A Selection Unnatural
- 2011 - This Mortal Coil

## Videografia
- 2009 - Majesty
- 2014 - Fool 'Em All